# MUSIC WONDERLAND
MUSIC WONDERLAND（ミュージック・ワンダーランド）は、2009年4月1日から2012年6月29日までJ-WAVEで放送されていたラジオ番組。

## 概要
当番組の直前の時間帯に放送している、「RADIPEDIA」(前番組「OH! MY RADIO」)同様、音楽アーティスト（主に歌手やバンドのメンバー）が各曜日担当で出演する生放送の帯番組である。OH! MY RADIO、RADIPEDIAとは異なる点として当番組に出演するナビゲーターは「これから注目のニューカマー」である。

## 放送時間
- 月曜 - 木曜 26:00 - 27:00

2011年3月まではBrandnew J で同時放送をしていた。

## ナビゲーター
2011年6月現在
- カサリンチュ（月曜、2010年10月-2012年6月）
- Manami（火曜、2010年4月-2012年6月）
- ふくい舞（水曜、2011年4月-2012年6月）
- Sally#Cinnamon（木曜、2011年4月9日-2012年6月）

### 過去に担当したナビゲーター
- Hanah（月曜、2009年4月-2010年9月）
- のあのわ（火曜、2009年4月-2010年3月）
- たむらぱん（水曜、2009年4月-2009年9月）
- EMI MARIA（水曜、2009年10月-2011年3月）
- Jasmine（木曜、2009年4月-2011年4月1日）

## その他
- J-WAVEの春のキャンペーン「Welcome to WONDERLAND」の関連イベントとして、2009年4月21日に「J-WAVE LIVE WONDERLAND」というライヴが開催され、のあのわやたむらぱんのほかにキャンペーンソング「WoNDeRLaND?」を歌うMiChiも出演した。